# Büyük Han
Büyük Han (szó szerint: „Nagy fogadó”, görögül: Μεγάλο Χάνι) Ciprus legnagyobb karavánszerája Nicosiában, az oszmán korszak egyik legnagyobb és legfontosabb épülete a szigeten.

## Története
A bazárnegyedben  épült 1572-ben, egy évvel azután, hogy az oszmán törökök elfoglalták Ciprust, és a sziget legrégebbi épületének tartják. Az építkezést Ciprus első kormányzója, Lala Musztafa pasa rendelte el. Van egy levéltári dokumentum, amelyből tudható, hogy Musztafa pasa 979. szafari 18-án (vagyis 1571. július 12-én) felkért egy isztambuli építészt, hogy építse újjá a ciprusi kastélyokat”. Egy Bostan nevű építészt küldtek erre a célra. Lehetséges, hogy ugyanez az építész építette a Büyük Hant is.  Más források szerint az építtető Szinan pasa volt, ahogyan azt többek között a Tuncer Bağışkan török régész állította.

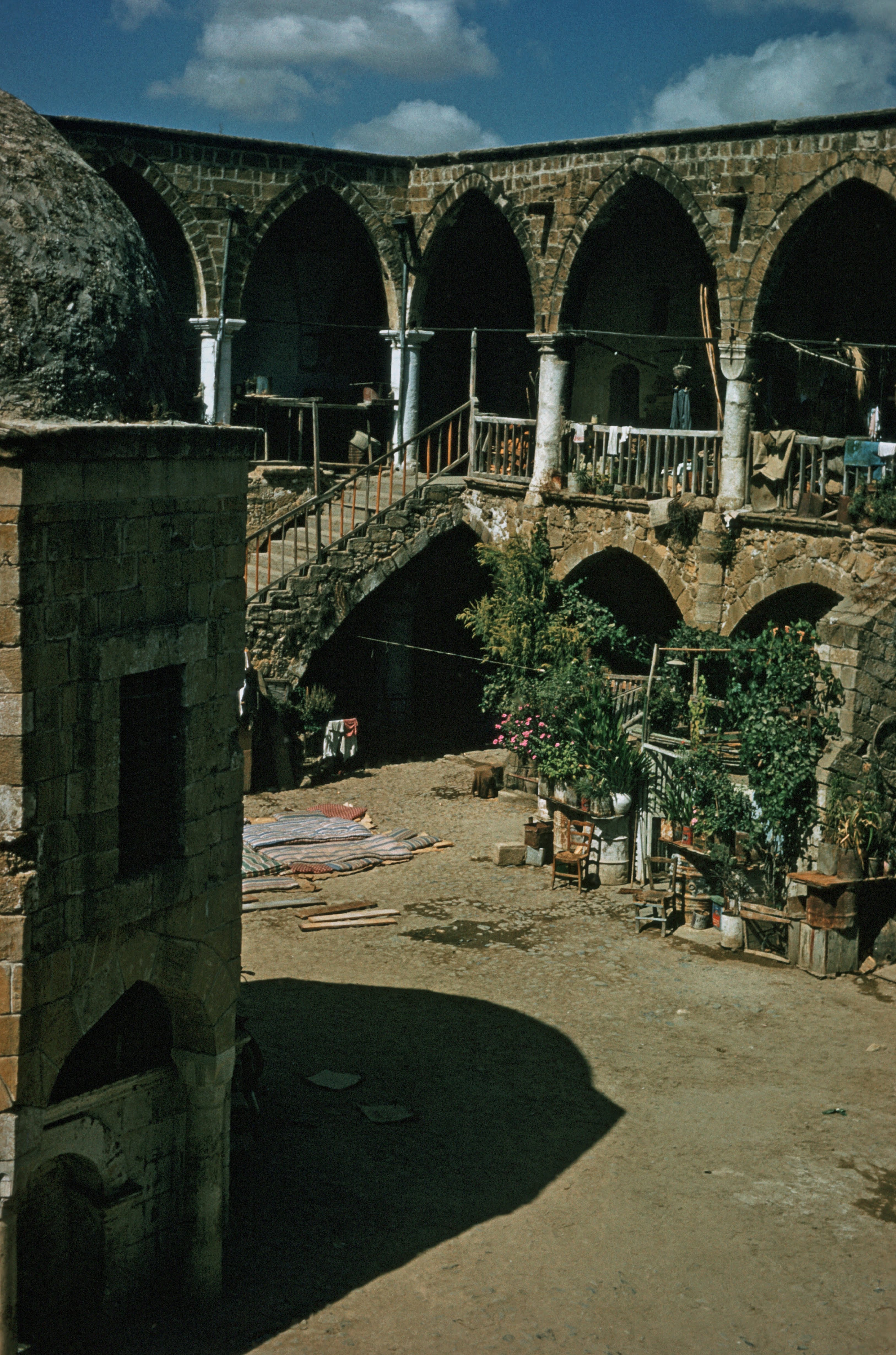
A karavánszeráj 1958 körül

A karavánszerájt kezdetben Yeni Han vagy „Új fogadó” néven, vagy Alanyalılar Hanıként („Alanyából érkezők fogadója”) hívták, mert helyi kereskedők látogatták. A 17. században egy kisebb fogadó, a Kumarcilar Han épült az Asmaaltı térrel szemben, és a Yeni Hant kezdték „Nagy fogadónak” nevezni.Amikor Ciprus 1878-ban brit fennhatóság alá került, a fogadót börtönné alakították át, és 1903-ig az is működött benne. 1903 és 1947 között ismét fogadóként működött, és szegény családoknak adták bérbe. 1962-ben szerkezeti problémák és egészségtelen állapotok miatt a lakókat kitelepítették, majd egy évvel később megkezdődtek a helyreállítási munkálatok, de nem fejeződtek be. 1982-ben kezdték újra, és 2002-ben fejezték be.

## Építészet
A Büyük Han egy kétszintes, téglalap alaprajzú kőépület (50,67 x 45,25 m). A földszinten raktárak, az emeleten pedig kereskedők és zarándokok vendégszobái voltak. A kőoszlopokra támasztott nyitott karzatok (riwaq) négyszögletes udvart vesznek körül, melynek közepén nyolcszögletű, kupolával fedett mecsetet építettek, 6 pillérre támasztva (a fennmaradó két pillér helyét az emeletre vezető lépcsők foglalják el). A 19. században a mecset alatt víztartályt építettek. Az udvar főbejárata íván formájú, a keleti falban található. Építéséhez valószínűleg régebbi épületekből származó anyagot használtak. A második, szerényebb bejárat a nyugati falban található. Az udvar négy sarkában lépcső vezet az emeletre. Az emeleti szobákat vitorlás boltozat, a karzatokat keresztboltozat fedi. Minden szoba hat- vagy nyolcszögletű kéménnyel van felszerelve. Alakjuk és eredetük nincs kellőképpen megmagyarázva.

## Használata
Az emlékmű a felújítás után fontos hely lett a város kulturális térképén. A földszinten az egykori istállók és raktárak helyén kávézók és kézműves üzletek nyíltak. Az első emeleti szobákban mesteremberek dolgoznak.

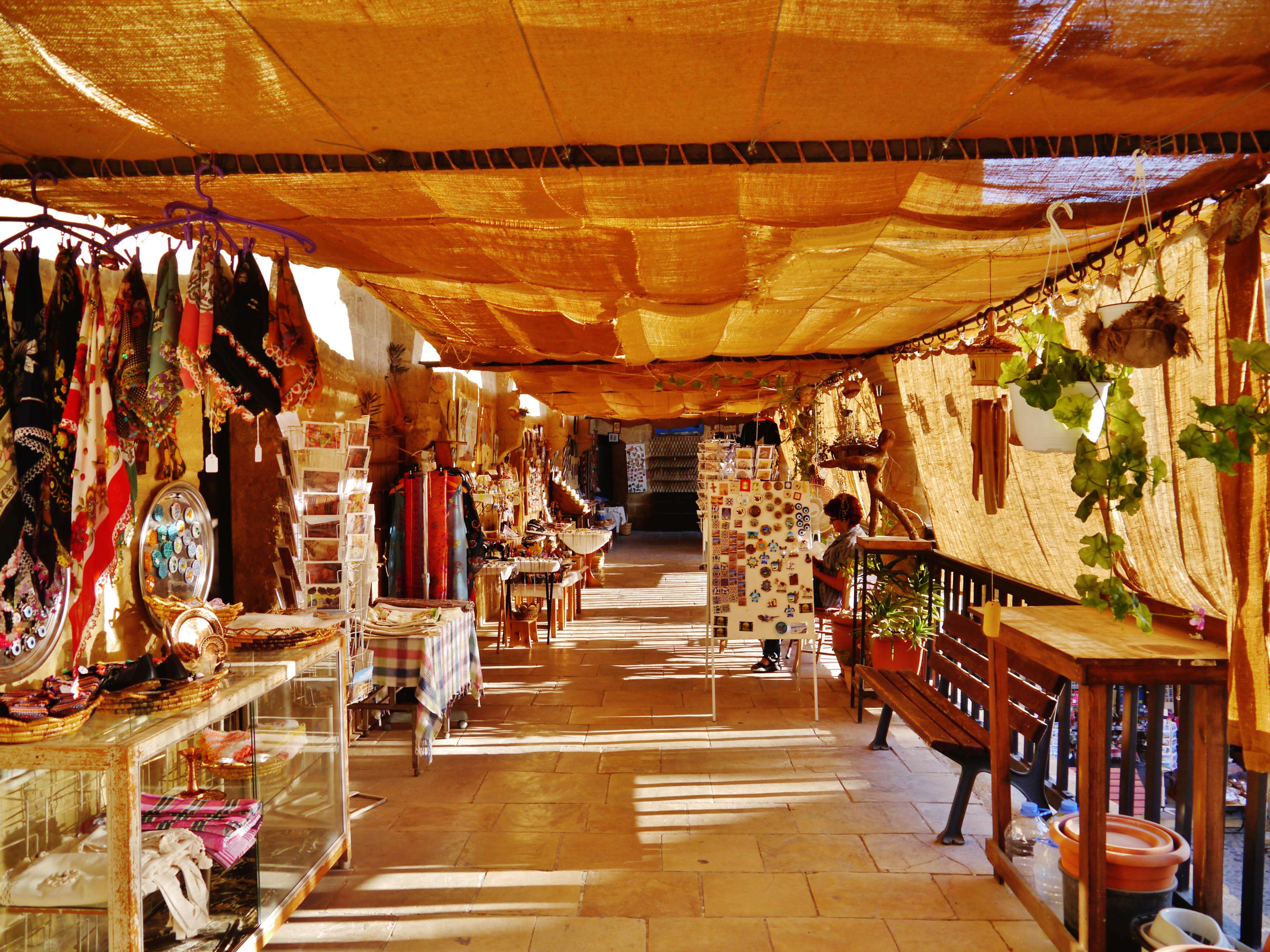
A fogadó felső szintjén kézműves- és ajándékboltok
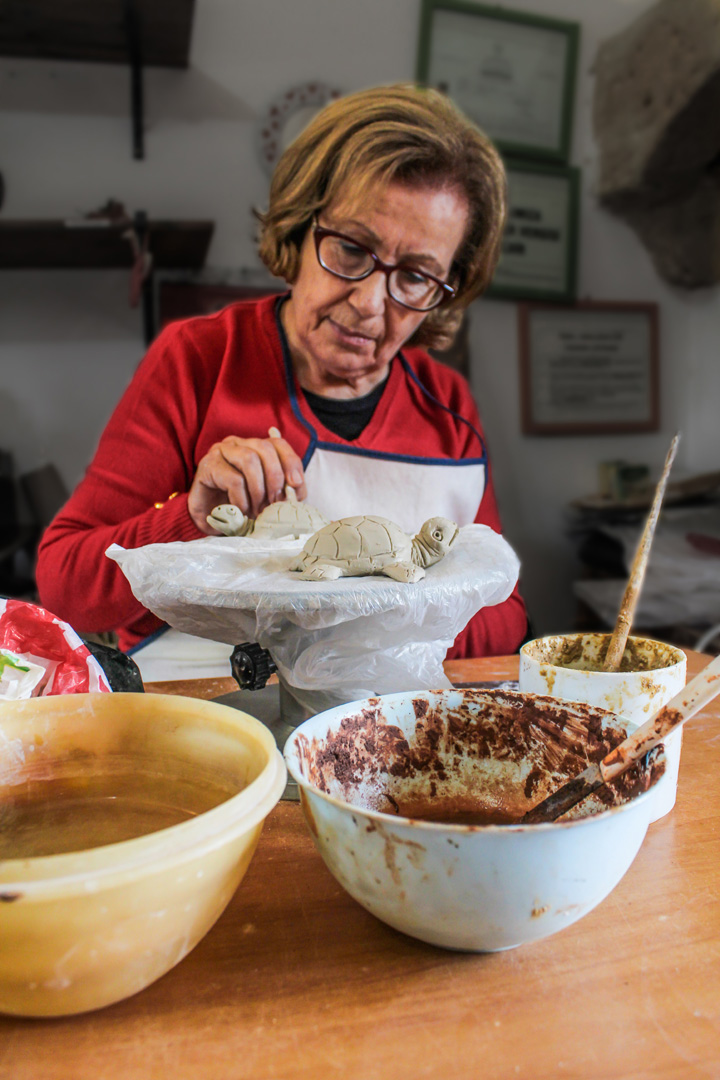
Kerámiaműhely
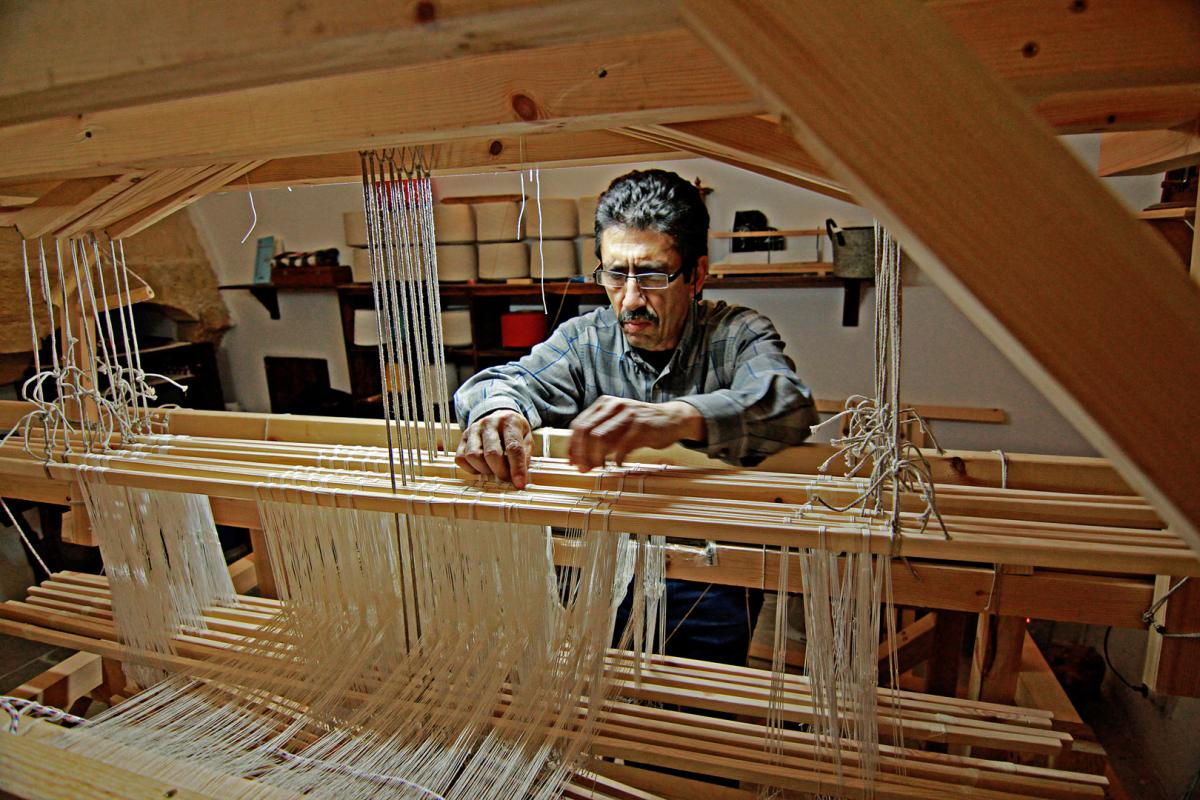
Szövőműhely
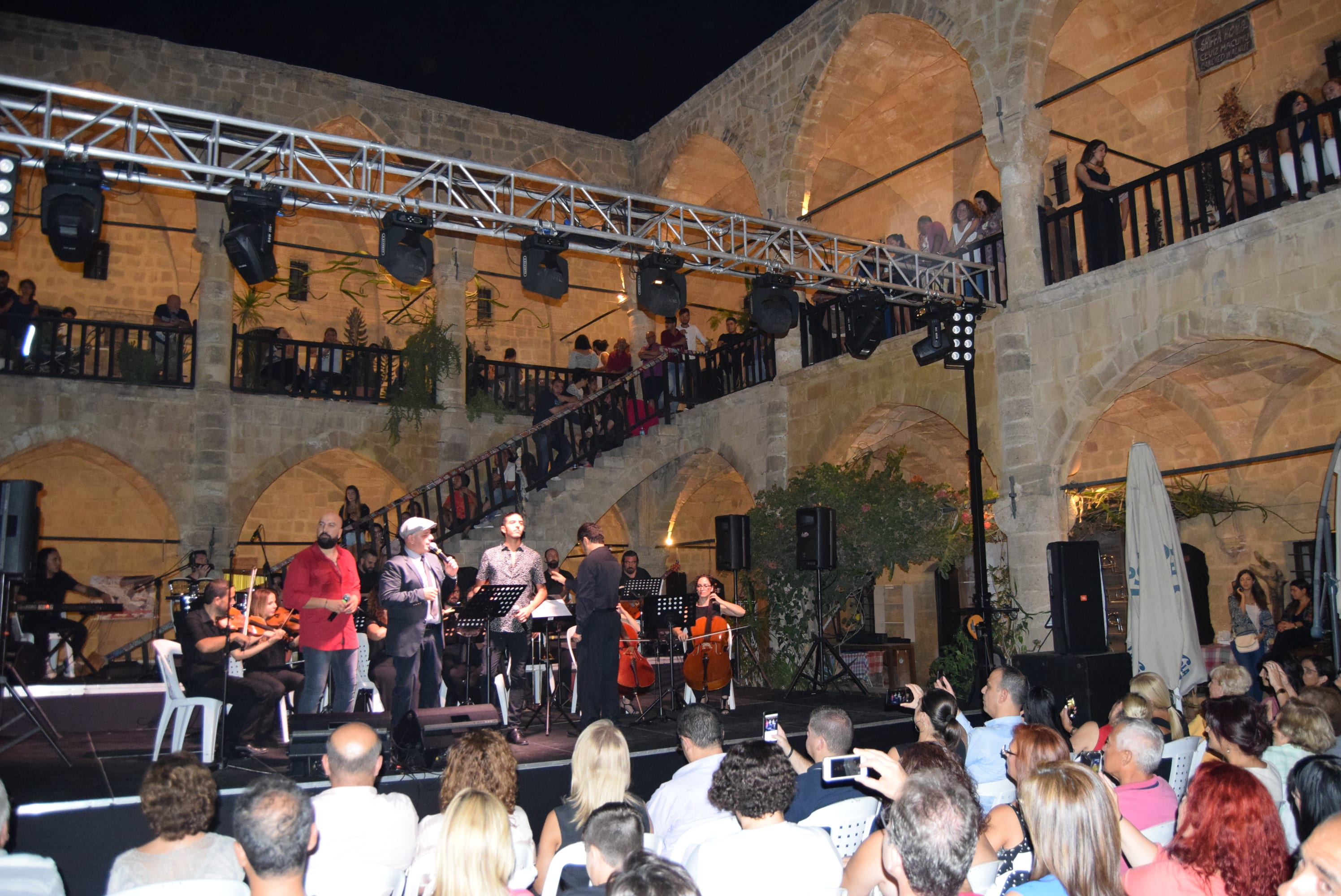
A Handa Nicosia Városi Zenekar koncertje

### Művészeti élet
A 2010-es évektől hetente rendeztek benne koncerteket és állandó kiállításokat. 2012-ig rendszeresen játszottak itt árnyjátékokat. A fogadóban fotógaléria, festő- és mozaikműhelyek találhatók.

## Képgaléria

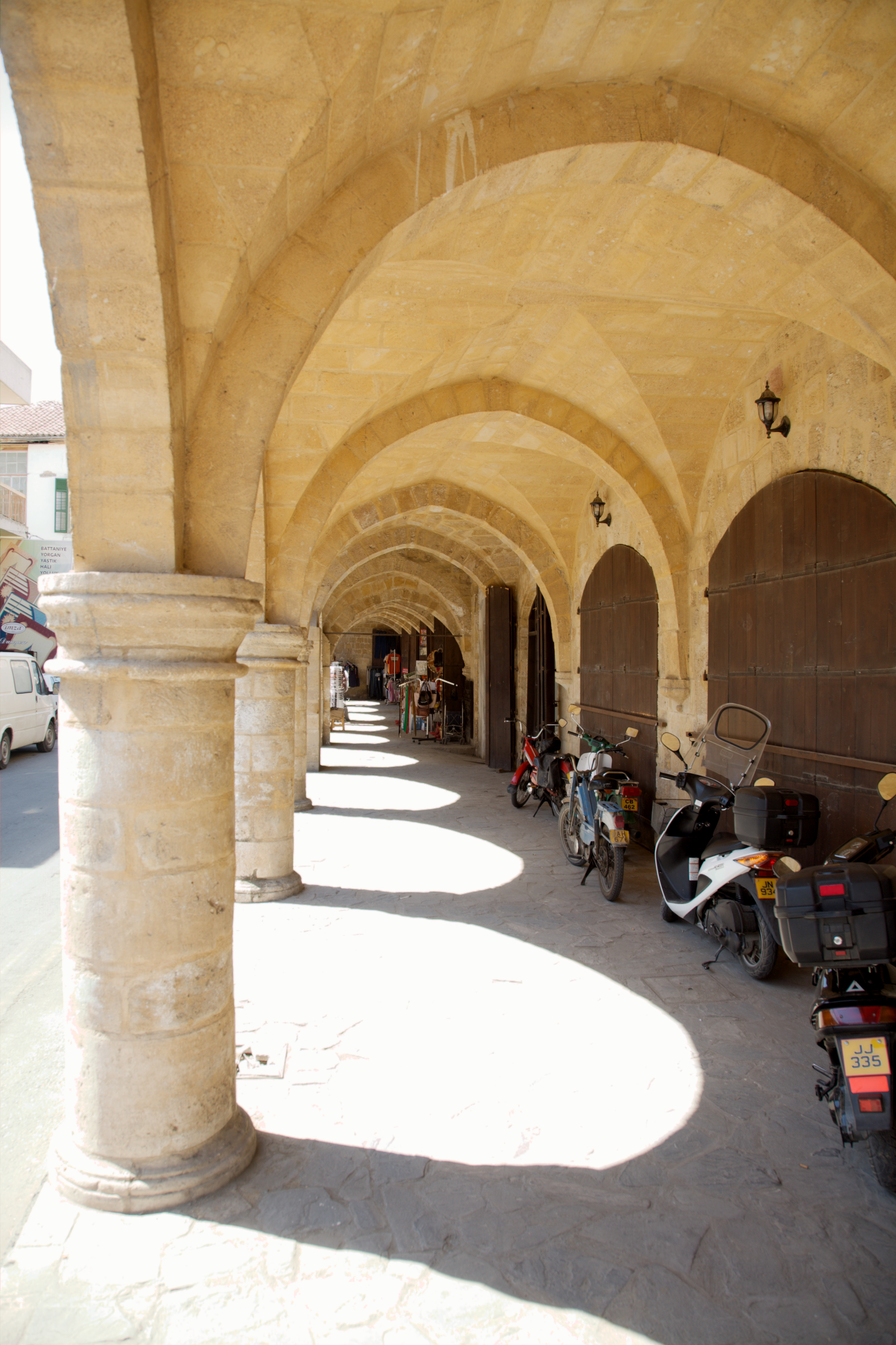
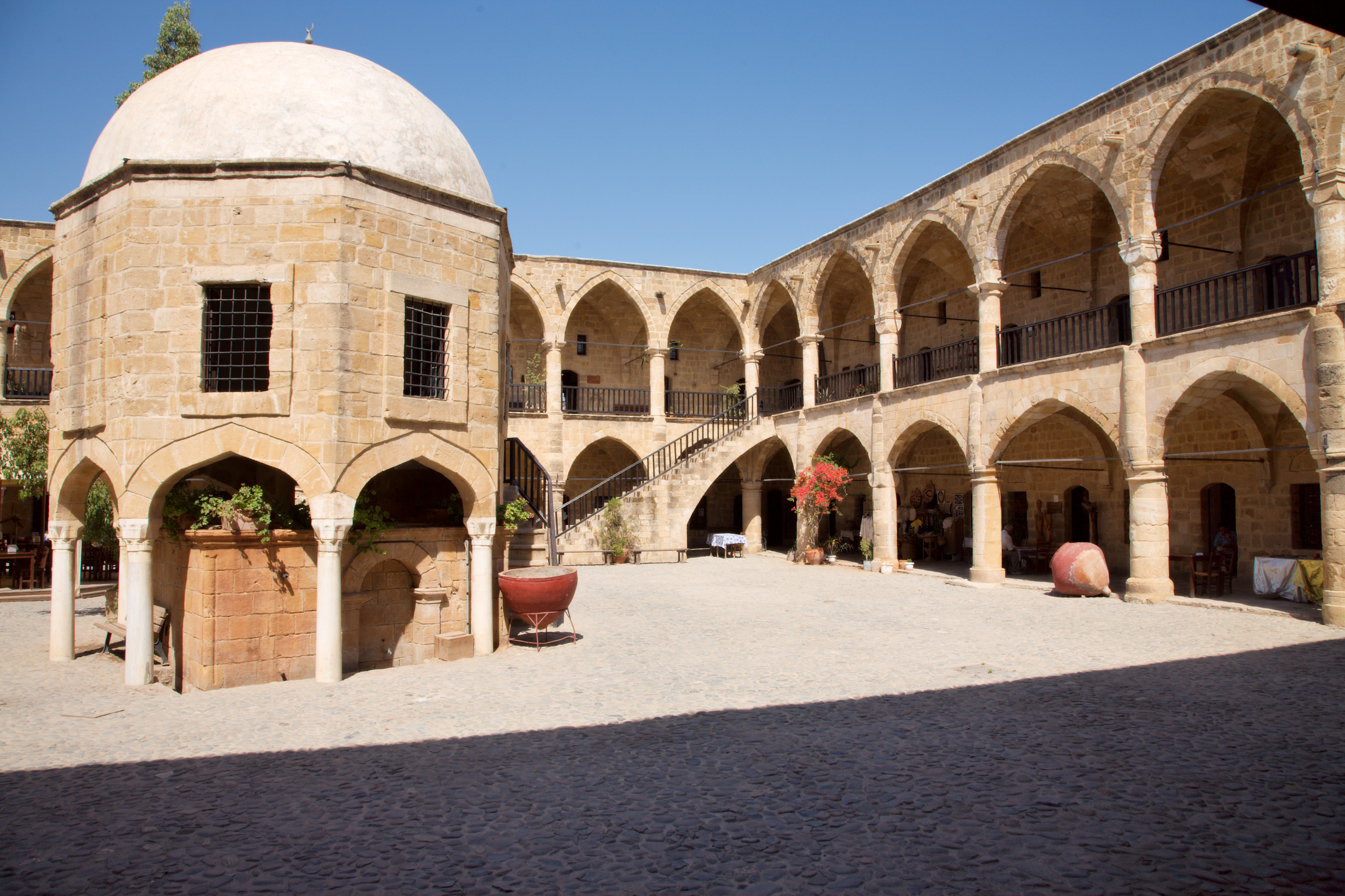
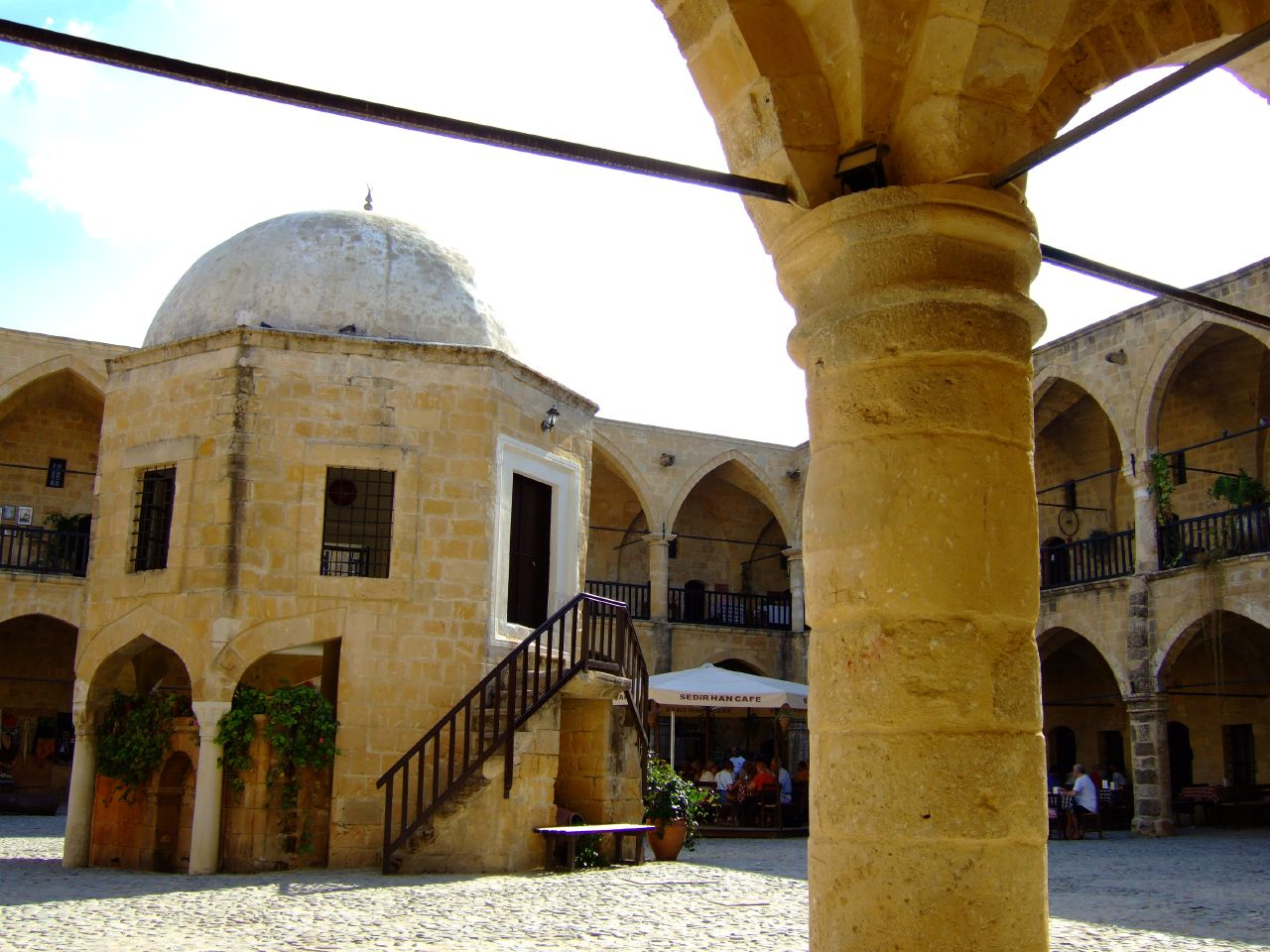
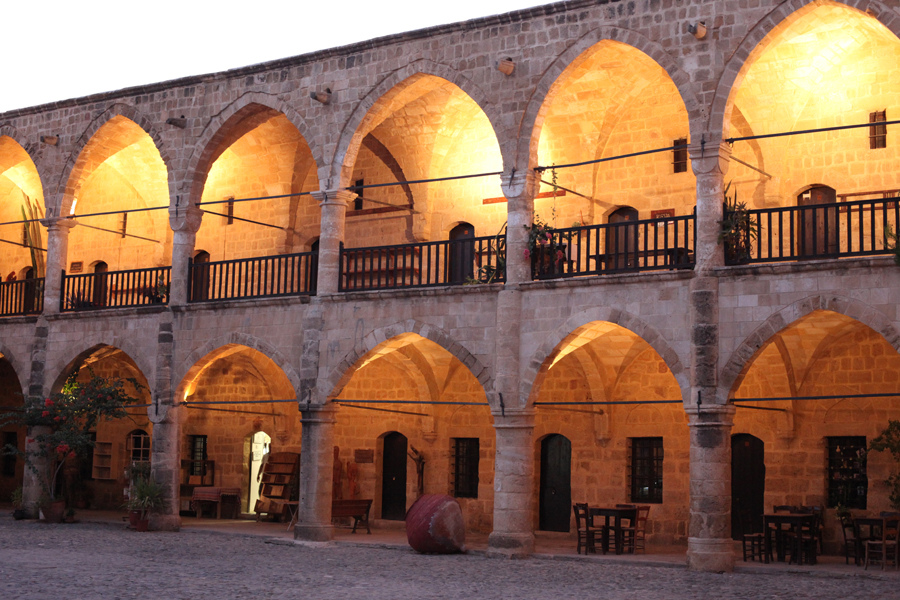
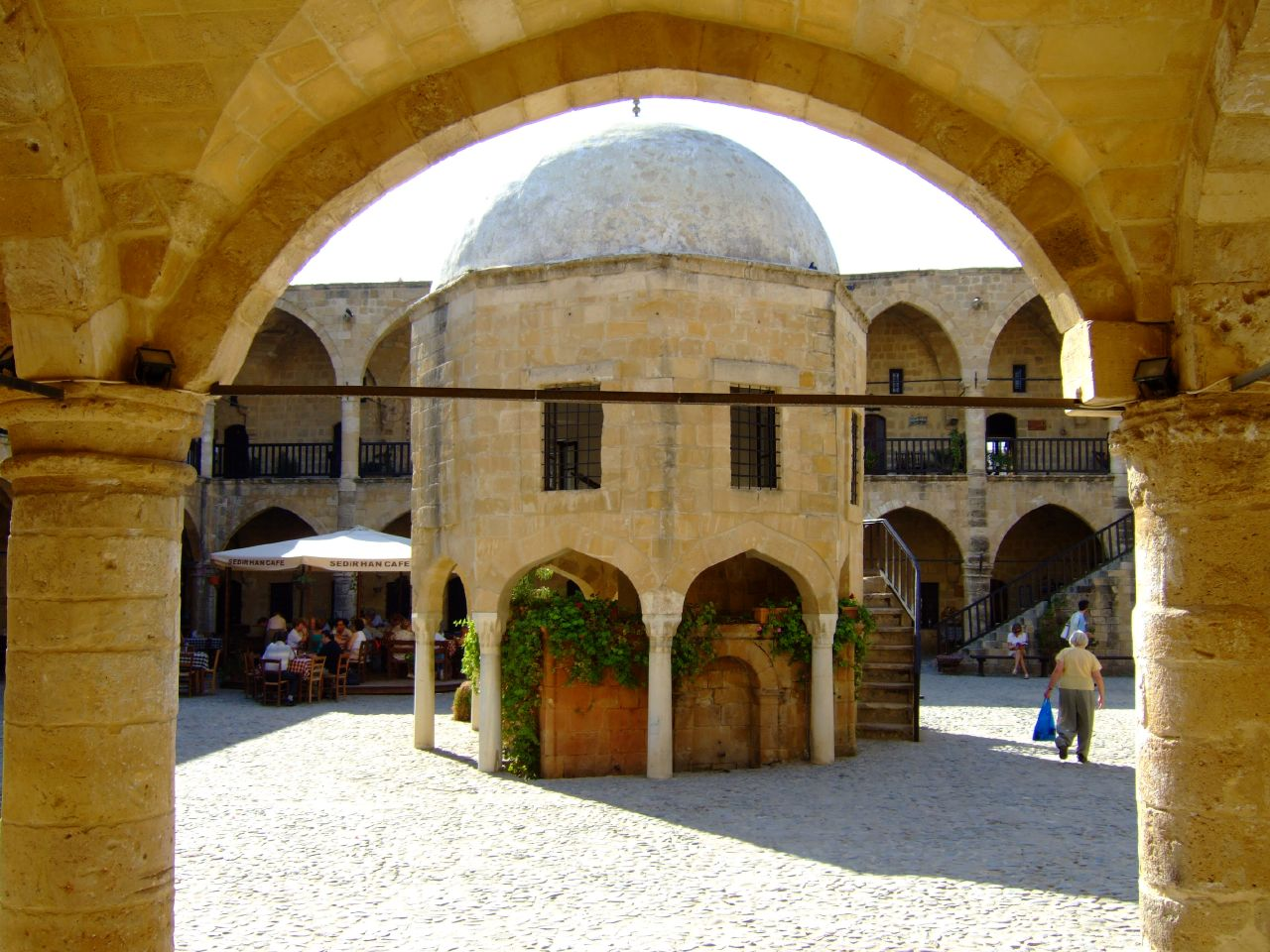
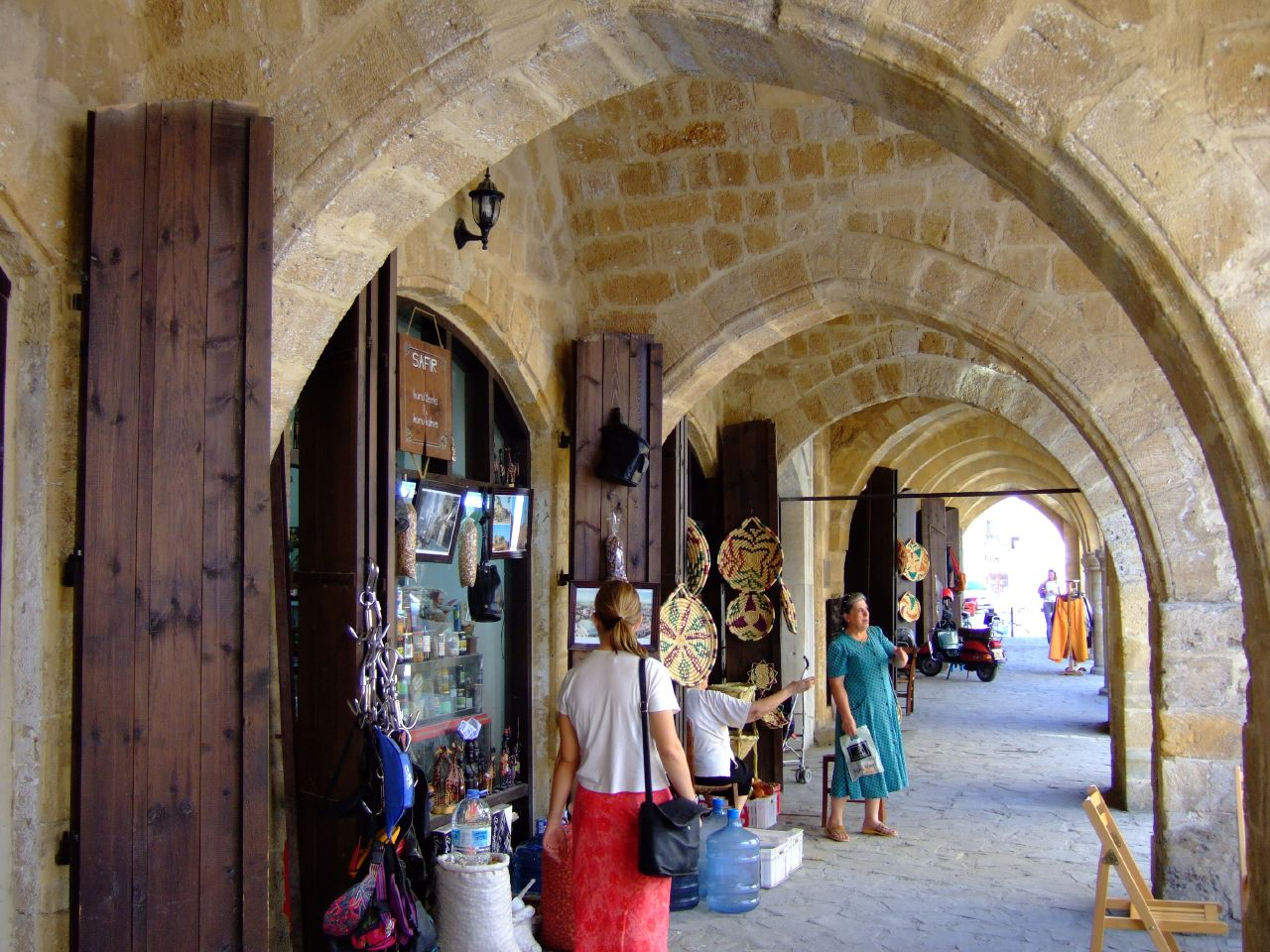
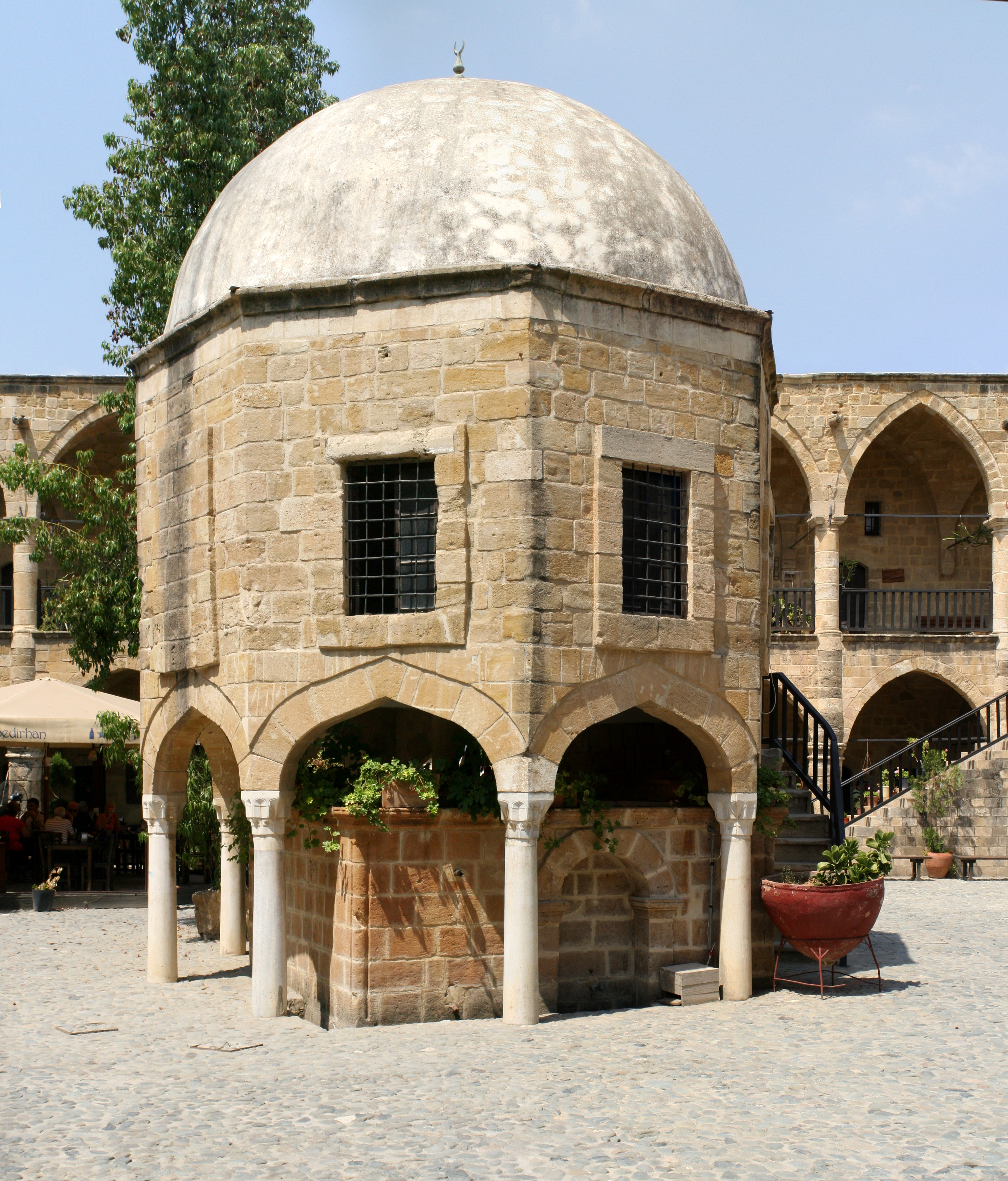
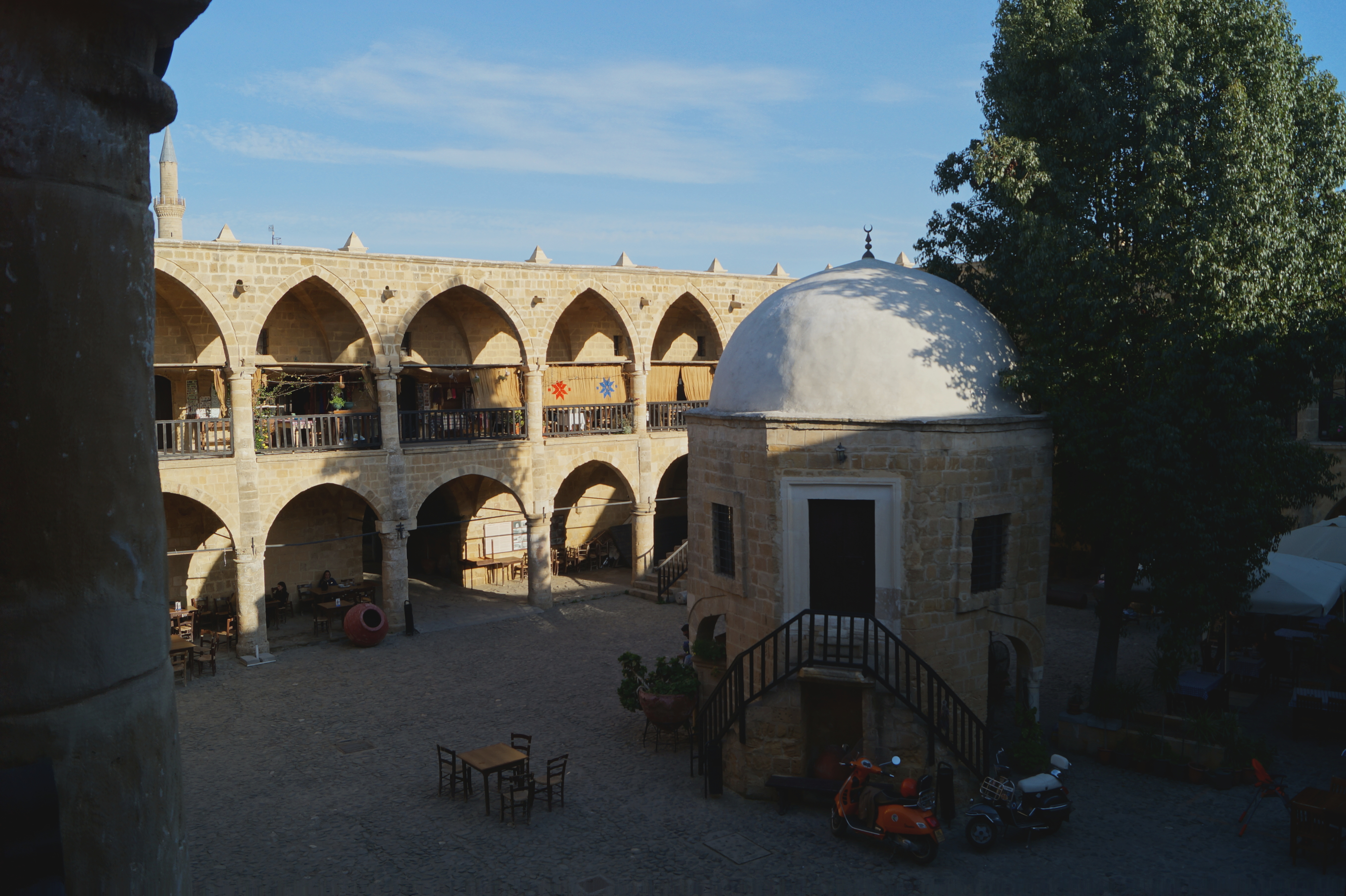

## Bibliográfia
- Bağışkan, Tuncer (2005), Kıbrıs'ta Osmanlı Türk Eserleri, Turkish Cypriot Association of Museum Lovers, pp. 321–4
- Barut, Pınar: Büyük Han’da Çin istilası. Havadis gazete, 2019. október 20. [2019. október 21-i dátummal az eredetiből archiválva]. (Hozzáférés: 2020. augusztus 29.)
- Darke, Diana (2009), North Cyprus, Bradt Travel Guides, ISBN 1-84162-244-3.
- Dubin, Marc & Morris, Damien (2002), Cyprus, Rough Guides, ISBN 1-85828-863-0.
- Eyice, Semavi. Büyük Han, İslam Ansiklopedisi 6 (török nyelven). Türk Diyanet Vakfı, 514–5. o. (1992)
- Ertuğ, Mehmet (2016), Gizemli Büyük Han (Dünü-Bugünü), Lefkoşa: Kıbrıs Türk Yazarlar Birliği Yayınları

## Fordítás
- Ez a szócikk részben vagy egészben  a   Büyük Han című lengyel Wikipédia-szócikk ezen változatának fordításán alapul.  Az eredeti cikk szerkesztőit annak laptörténete sorolja fel. Ez a jelzés csupán a megfogalmazás eredetét és a szerzői jogokat jelzi, nem szolgál a cikkben szereplő információk forrásmegjelöléseként.